# Anselm Kiefer
Anselm Kiefer (Donaueschingen, 8 de març de 1945) és un pintor i escultor alemany.
Va passar els primers anys de la seva vida a Rastatt i després va estudiar arts plàstiques a Friburg de Brisgòvia, a Karlsruhe amb el professor Horst Antes i a Düsseldorf a les classes de Joseph Beuys. El 1969 va presentar la seva primera exposició individual amb la sèrie de pintures "Ocupacions" a Karlsruhe.
Kiefer és un dels artistes alemanys posteriors a la Segona Guerra Mundial més coneguts, però també dels més controvertits. Es va fer famós sobretot gràcies a les seves pintures matèriques. En la seva obra Kiefer afronta el passat i toca els temes tabú de la història recent. Sobretot reflexiona sobre el tema del nacionalsocialisme; per pintar el quadre Margarethe (Oli i palla sobre tela), per exemple, es va inspirar en un dels poemes més famosos de Paul Celan, Todesfuge, escrit a partir de l'experiència dels camps de concentració. Durant dècades hi va haver discussions en els mitjans de comunicació sobre el valor de la seva activitat artística.
El 1995 li fou concedit al Meiji Memorial Hall de Tòquio (Japó), el premi Praemium Imperiale. També va guanyar el Premi de la Pau del Comerç Llibreter Alemany concedit a la Fira del Llibre de Frankfurt.

## Estil
Inicialment Kiefer basà el seu estil en l'obra de Georg Baselitz, treballant gruixudes capes de color amb foc o àcids i combinant-les amb vidre, fusta o elements vegetals. Durant els setanta es va interessar especialment per la mitologia alemanya, i en la dècada següent pel misticisme jueu, la càbala.
A banda de pintures, Kiefer també ha creat aquarel·les, talles de fusta, fotos pintades i llibres d'artista.
És molt característica de la seva obra la presència de lletres, sigles, noms de persona, figures mítiques o llocs amb una forta càrrega històrica. Es tracta de signes que posen de manifest el pes de la història i dels elements mítics i literaris del nostre passat cultural. La seva pintura és, en aquest sentit, profundament literària.

## Exposicions
- 2009 Anselm Kiefer. Obres de la Col·lecció Grothe. Es Baluard, Palma.

## Obres
- 1974, Malerei der verbrannten Erde ("Pintura de la terra cremada")
- 1976, Wege der Weltweisheit: Hermannsschlacht ("El camí de la saviesa mundana: La batalla de Hermann"), on la segona part del títol fa referència a una obra homònima de Heinrich von Kleist. Col·lecció del Deutsche Bank, Frankfurt am Main.
- 1978, Bilderstreit[Enllaç no actiu] (més o menys: "Lluita de pintura"), col·lecció MACBA, Barcelona.
- 1981, Montsalvat Arxivat 2007-09-27 a Wayback Machine., col·lecció MACBA, Barcelona.
- 1981, Dein goldenes Haar, Margarete Arxivat 2010-06-22 a Wayback Machine. ("La teva cabellera daurada, Margarida"), on el títol es refereix a un poema de Paul Celan.
- 1982, Märkischer Sand ("Sorra de la Marca", Museu Stedelijk, Amsterdam).
- 1982, Dem unbekannten Maler ("Al pintor desconegut")[Enllaç no actiu], part d'una sèrie. Col·lecció d'art de la corporació financera USB, a Zúric, Suïssa.
- 1983, Dem unbekannten Maler ("Al pintor desconegut"), part d'una sèrie.
- 1980-1993, Grane, on el títol es refereix al cavall de Brunhilde, de L'anell del nibelung (Museu d'art modern de Nova York).
- 1984-1986, Die Ordnung der Engel ("L'ordre dels àngels"), Fundació "la Caixa", Caixa d'Estalvis i Pensions de Barcelona, Barcelona. Vegeu la nota de premsa en PDF, baixable des de la pàgina sobre l'exposició del 2009: Figuracions. Col·lecció d'Art Contemporani Fundació ”la Caixa” Arxivat 2010-03-28 a Wayback Machine.
- 1985, Die Milchstrasse ("La Via Làctia"), Museu Albright-Knox, Buffalo, EUA.
- 1992, Öko-Nischen ("Nínxols ecològics", "Eco-nínxols"), Museu Ludwig, Colònia.
- 1995, Zweistromland ("La terra dels dos rius"), Museu Guggenheim (Bilbao)[1]
- 1996, Böhmen liegt am Meer ("Bohèmia es troba a la vora del mar"), Museu metropolità d'art de Nova York, Nova York.
- 2003, Escenografia i vestits per a Èdip a Colonos de Sòfocles al Burgtheater de Viena (dirigit per Klaus Michael Grüber)
- 2003, Escenografia i vestits per a Electra de Richard Strauss al Teatro San Carlo de Nàpols (dirigit per Klaus Michael Grüber)